# Flugplatz Port-Salut

i7
i11
i13
Der Flugplatz Port-Salut (französisch Aérodrome de Port-Salut, Haitianisch-Kreolisch Ayewopò Pòsali, LID: HT-0013) liegt im Département Sud von Haiti an der Südspitze der Tiburon-Halbinsel.

## Beschreibung
Der Flugplatz Port-Salut liegt mit seiner 800 Meter langen Piste im Süden der Gemeinde. Die Piste ist nicht eingefriedet und nicht gesichert. Eine Beleuchtung ist nicht vorhanden, auch keine Einrichtungen wie Treibstoffversorgung, Flugsicherung oder Feuerwehr.
Der Flugplatz wird von Chartermaschinen genutzt; regelmäßige Verbindungen bestehen nicht.